# Heat and Dust
Heat and Dust is een Britse dramafilm uit 1983 onder regie van James Ivory.

## Verhaal
Anne is geboeid door het leven van haar oudtante Olivia. In de jaren 20  had zij een relatie met een ambtenaar, die haar meenam naar Brits-Indië. Anne wil de plekken bezoeken, waar haar oudtante Olivia heeft gewoond.

## Rolverdeling
| Acteur               | Personage            |
| -------------------- | -------------------- |
| Christopher Cazenove | Douglas Rivers       |
| Greta Scacchi        | Olivia               |
| Julian Glover        | Mijnheer Crawford    |
| Susan Fleetwood      | Mevrouw Crawford     |
| Patrick Godfrey      | Dokter Saunders      |
| Jennifer Kendal      | Mevrouw Saunders     |
| Shashi Kapoor        | Nawab                |
| Madhur Jaffrey       | Begum Mussarat Jahan |
| Nickolas Grace       | Harry Hamilton-Paul  |
| Barry Foster         | Majoor Minnies       |
| Julie Christie       | Anne                 |
| Zakir Hussain        | Inder Lal            |
| Ratna Pathak         | Ritu                 |
| Tarla Mehta          | Moeder van Inder Lal |
| Charles McCaughan    | Chid                 |